# Radixpunkt
Inom matematik och datavetenskap är en radixpunkt symbolen som används i talrepresentationer för att skilja heltalsdelen av ett tal från bråkdelen av samma tal när man vill representera ett tal i ett positionssystem. Heltalsdelen befinner sig till vänster om radixpunkten och bråkdelen till höger om radixpunkten.
Begreppet radixpunkt är tillämpligt på alla talbaser. I det decimala talsystemet kallas radixpunkten vanligtvis för decimaltecken, vilket kan vara en decimalpunkt eller ett decimalkomma och bråkdelen till höger om radixpunkten kallas bara decimaler. (Prefixet deci- implicerar att vi använder basen 10.) På samma vis används begreppet binärpunkt eller binärkomma i det binära talsystemet.

## Exempel
- Vi har följande tal i basen 10 (decimaltal): 13.625

I detta exempel är 13 heltalsdelen till vänster om radixpunkten, och 625 (dvs 625/1000 eller 625 tusendelar) är bråkdelen till höger.
Decimaltalet 13.625 har följande siffror:
| Tiopotens {\displaystyle 10^{x}} | 1 | 0 |   | −1 | −2 | −3 |
| Decimalsiffra                    | 1 | 3 | . | 6  | 2  | 5  |

Vi kan övertydligt illustrera innebörden av tiopotenserna i det decimala talsystemet:
{\displaystyle {\begin{aligned}13.625_{10}&=1\times 10^{1}+3\times 10^{0}+6\times 10^{-1}+2\times 10^{-2}+5\times 10^{-3}\\&=1\times 10+3\times 1+6\times 0.1+2\times 0.01+5\times 0.001\end{aligned}}}
- Vi har följande tal i basen 2 (binära talsystemet): 1101.101

Binärtalet 1101.101 har följande siffror:
| Tvåpotens {\displaystyle 2^{x}} | 3 | 2 | 1 | 0 |   | −1 | −2 | −3 |
| Binärsiffra                     | 1 | 1 | 0 | 1 | . | 1  | 0  | 1  |

Då kan vi beräkna den decimala representationen av samma tal:
{\displaystyle {\begin{aligned}1101.101_{2}&=1\times 2^{3}+1\times 2^{2}+0\times 2^{1}+1\times 2^{0}+1\times 2^{-1}+0\times 2^{-2}+1\times 2^{-3}\\&=1\times 8+1\times 4+0\times 2+1\times 1+1\times 0.5+0\times 0.25+1\times 0.125\\&=8+4+0+1+0.5+0+0.125\\&=13.625_{10}\end{aligned}}}
Vi ser att 1101, som är till vänster om radixpunkten är den binära representationen av det decimala talet 13. Till höger om radixpunkten finns 101 vilket är den binära representationen av bråket 625/1000 (eller 5/8).